# Kapitał spekulacyjny
Kapitał spekulacyjny – kapitał inwestorów nastawionych na krótkoterminowe lokowanie funduszy w aktywa, które w ich ocenie przyniosą ponadprzeciętny zysk. Lokowanie kapitału spekulacyjnego, a więc spekulacja, polega na formułowaniu oczekiwań dotyczących przyszłych zmian cen wybranych instrumentów finansowych przy jednoczesnej akceptacji ponadprzeciętnego ryzyka.
Inwestorzy spekulacyjni lokują kapitały głównie w instrumenty pochodne. Dają one możliwość stosowania dźwigni finansowej. Wpłacając zaledwie kilka procent wartości nominalnej instrumentu finansowego, można nim handlować, a zmiany wartości zajętej pozycji obliczane są również według wartości nominalnej. Umożliwia to właścicielom kapitału spekulacyjnego zajmowanie większych pozycji i osiąganie zwielokrotnionej stopy zwrotu. Jednocześnie wykorzystanie dźwigni finansowej zwiększa ryzyko inwestycji.
W wyniku globalizacji rynków finansowych i rozwoju technologii informatycznej transfer kapitału pomiędzy rynkami stał się prostszy i szybszy. Inwestorzy są w stanie bardzo szybko wykorzystać chwilowe zmiany na rynkach finansowych do osiągania zysków. Taki szybki transfer kapitału spekulacyjnego może w krótkim czasie znacząco zwiększyć poziom cen, powodując euforię na rynku. Przyczynia się to często do powstawania baniek spekulacyjnych, które w konsekwencji powodują gwałtowne załamania na rynkach finansowych.
Kapitał spekulacyjny może być również używany do próby celowego oddziaływania na ceny instrumentów finansowych oraz przeprowadzania ataków spekulacyjnych.
Jednym z najsłynniejszych przykładów ataku spekulacyjnego było działanie funduszu George'a Sorosa w 1992 roku w celu osłabienia funta brytyjskiego, które w konsekwencji zmusiło rząd Wielkiej Brytanii do upłynnienia kursu walutowego.